# Vacunas contra el Ébola

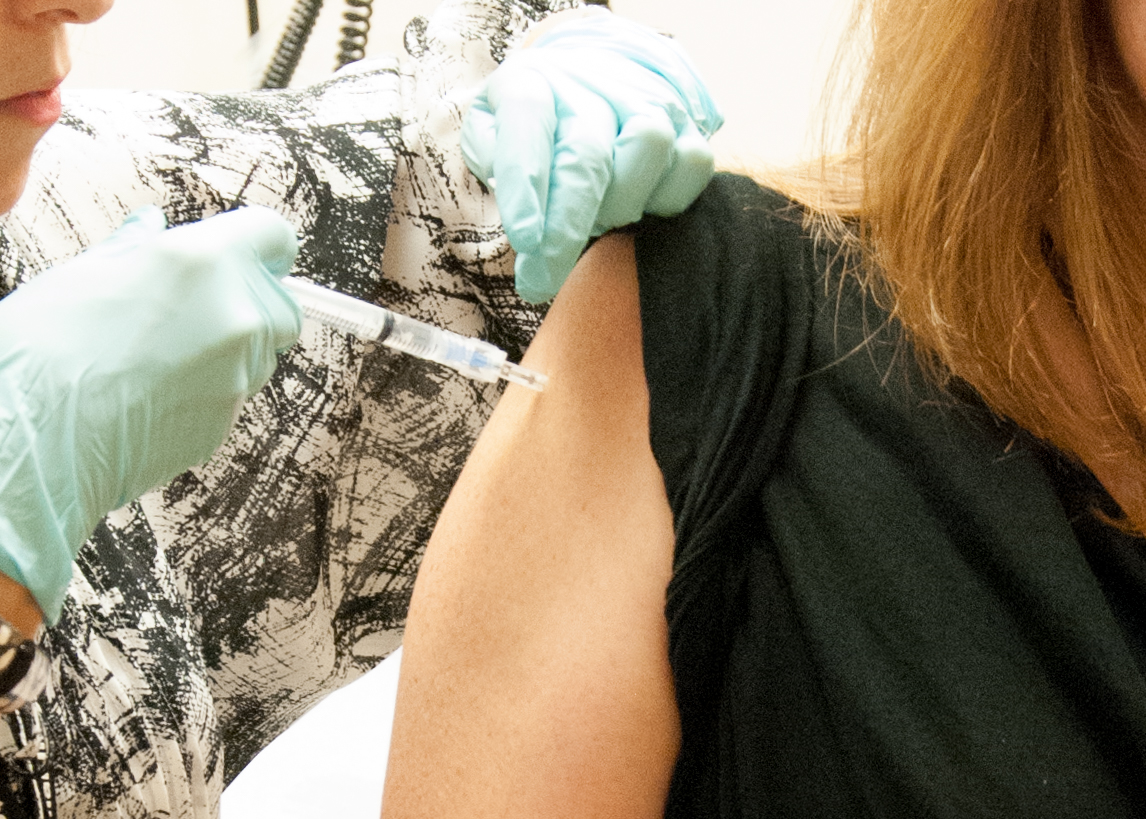
Una mujer de 39 años, la primera participante inscrita en VRC 207, recibe una dosis de la vacuna experimental contra el ébola de NIAID/GSK en el Centro Clínico del NIH en Bethesda, 2 de septiembre de 2014.

Las vacunas contra el Ébola son vacunas aprobadas o en desarrollo para prevenir el virus ébola. La primera vacuna aprobada en los Estados Unidos fue rVSV-ZEBOV en diciembre de 2019. Se había utilizado ampliamente en la epidemia de Ébola de Kivu bajo un protocolo de uso compasivo
a principios del siglo XXI, varias vacunas candidatas demostraron eficacia para proteger primates no humanos (generalmente monos) contra infecciones letales. 
Las vacunas incluyen vectores de adenovirus de replicación deficiente, estomatitis vesicular de replicación competente (VSV) y parainfluenza humana (HPIV-3), y preparaciones de nanopartículas similares a virus. Los ensayos convencionales para estudiar la eficacia mediante la exposición de seres humanos al patógeno después de la inmunización no son éticos en este caso. Para tales situaciones, la Administración de Drogas y Alimentos de los Estados Unidos (FDA) ha establecido la "regla de eficacia animal" que permite aprobar la licencia sobre la base de estudios de modelos animales que replican enfermedades humanas, combinados con pruebas de seguridad y una respuesta inmune potencialmente potente (anticuerpos en la sangre) de humanos que recibieron la vacuna. Los ensayos clínicos implican la administración de la vacuna a sujetos humanos sanos para evaluar la respuesta inmunitaria, identificar cualquier efecto secundario y determinar la dosis adecuada.

## Aprobadas

### rVSV-ZEBOV
VSV-EBOV o rVSV-ZEBOV, vendido bajo la marca Ervebo, es una vacuna basada en el virus de la estomatitis vesicular que fue modificado genéticamente para expresar una glicoproteína de superficie del virus Ébola de Zaire. En noviembre de 2019, la Comisión Europea otorgó una autorización de comercialización condicional. La precalificación de la OMS se produjo menos de 48 horas después, lo que lo convierte en el proceso de precalificación de vacunas más rápido jamás realizado por la OMS. Fue aprobado para uso médico en la Unión Europea en noviembre de 2019. Fue aprobado para uso médico en los Estados Unidos en diciembre de 2019.
Los efectos secundarios más comunes incluyen dolor, hinchazón y enrojecimiento en el lugar de la inyección, dolor de cabeza, fiebre, dolor muscular, cansancio y dolor en las articulaciones. En general, estas reacciones ocurren dentro de los siete días posteriores a la vacunación, son de intensidad leve a moderada y se resuelven en menos de una semana.
Fue desarrollado por la Agencia de Salud Pública de Canadá, y el desarrollo posteriormente asumido por Merck Inc. En octubre de 2014, Wellcome Trust, que también fue uno de los fundadores más importantes del Reino Unido, anunció el inicio de múltiples ensayos en voluntarios sanos en Europa, Gabón, Kenia y Estados Unidos. Se demostró que la vacuna era segura en varios sitios de América del Norte, Europa y África, pero varios voluntarios en un sitio del ensayo en Ginebra, Suiza, desarrollaron artritis relacionada con la vacuna después de aproximadamente dos semanas, y alrededor del 20-30% de los voluntarios en los sitios de notificación desarrolló fiebre de grado bajo después de la vacuna, que se resolvió en uno o dos días. Otros efectos secundarios comunes fueron dolor en el lugar de la inyección, mialgia y fatiga. El proceso se detuvo temporalmente en diciembre de 2014 debido a posibles efectos adversos, pero posteriormente se reanudó. En abril de 2015, se inició un ensayo de fase III con una dosis única de VSV-EBOV en Liberia después de un exitoso estudio de fase II en el país de África occidental. El 31 de julio de 2015, los resultados preliminares de un ensayo de fase III en Guinea indicaron que la vacuna parecía ser "altamente eficaz y segura". El ensayo utilizó un protocolo de vacunación en anillo que primero vacunó a todos los contactos más cercanos de nuevos casos de ébola infección inmediatamente o después de 21 días. Debido a la eficacia demostrada de la vacunación inmediata, ahora todos los receptores serán inmunizados inmediatamente. La vacunación en anillo es el método utilizado en el programa para erradicar la viruela en la década de 1970. El ensayo continuará evaluando si la vacuna es eficaz para crear inmunidad colectiva a la infección por el virus del Ébola. En diciembre de 2016, un estudio encontró que la vacuna VSV-EBOV tiene una efectividad del 95% al 100% contra el virus del Ébola, lo que la convierte en la primera vacuna probada contra la enfermedad.
En estudios adicionales, se evaluaron las respuestas de anticuerpos en 477 personas en Liberia, unas 500 personas en Sierra Leona y unas 900 personas en Canadá, España y Estados Unidos. Las respuestas de anticuerpos entre los del estudio realizado en Canadá, España y los EE. UU. Fueron similares a las de los individuos de los estudios realizados en Liberia y Sierra Leona.
La seguridad se evaluó en aproximadamente 15.000 personas en África, Europa y América del Norte. Los efectos secundarios notificados con mayor frecuencia fueron dolor, hinchazón y enrojecimiento en el lugar de la inyección, así como dolor de cabeza, fiebre, dolores musculares y articulares y fatiga.
En diciembre de 2016, un estudio encontró que la vacuna VSV-EBOV tiene una eficacia del 70% al 100% contra el virus del Ébola, lo que la convierte en la primera vacuna probada contra la enfermedad.  Sin embargo, se cuestionó el diseño de este estudio y la alta eficacia de la vacuna. En noviembre de 2019, la Comisión Europea otorgó una autorización de comercialización condicional a Ervebo (rVSV∆G-ZEBOV-GP, en vivo) y la OMS precalificó una vacuna contra el ébola por primera vez.

### Ad26.ZEBOV/MVA-BN-Filo
El tratamiento de dos dosis de Ad26.ZEBOV y MVA-BN-Filo, vendido bajo las marcas Zabdeno y Mvabea, fue desarrollado por Johnson & Johnson en su compañía Janssen Pharmaceutical. Fue aprobado para uso médico en la Unión Europea en julio de 2020.
El tratamiento consta de dos componentes de la vacuna (la primera vacuna como principal, seguida de una segunda vacuna como refuerzo), la primera basada en la tecnología AdVac de Crucell Holland BV (que es parte de Janssen), la segunda basada en la MVA- Tecnología BN de Bavarian Nordic. El Ad26.ZEBOV se deriva del adenovirus humano serotipo 26 (Ad26) que expresa la glicoproteína variante de Mayinga del virus del Ébola, mientras que el segundo componente MVA-BN es el Filo-vector del virus de la vacuna modificada Ankara - Bavarian Nordic (MVA-BN). Este producto comenzó el ensayo clínico de fase I en el Instituto Jenner de Oxford durante enero de 2015. Los datos preliminares indicaron que el régimen de vacuna de primer refuerzo provocó una respuesta inmunológica temporal en los voluntarios como se esperaba de la vacunación. El ensayo de fase II reclutó a 612 adultos voluntarios y comenzó en julio de 2015 en el Reino Unido y Francia. En África se inició un segundo ensayo de fase II, en el que participaron 1200 voluntarios, y el primer ensayo se inició en Sierra Leona en octubre de 2015.
En septiembre de 2019, el Comité de Medicamentos de Uso Humano (CHMP) de la Agencia Europea de Medicamentos (EMA) otorgó una evaluación acelerada a Janssen para Ad26.ZEBOV y MVA-BN-Filo, y en noviembre de 2019, Janssen presentó una solicitud de autorización de comercialización (MAA) a la EMA para la aprobación de Ad26.ZEBOV y MVA-BN-Filo.
En mayo de 2020, el CHMP de la EMA recomendó conceder una autorización de comercialización para la combinación de las vacunas Ad26.ZEBOV (Zabdeno) y MVA-BN-Filo (Mvabea). Zabdeno se administra primero y Mvabea aproximadamente ocho semanas después como refuerzo. Por lo tanto, este régimen profiláctico de dos dosis no es adecuado para una respuesta a un brote donde se necesita protección inmediata. Como medida de precaución para las personas con riesgo inminente de exposición al virus del Ébola (por ejemplo, los profesionales sanitarios y los que viven o visitan áreas con un brote de enfermedad por el virus del Ébola en curso), se debe considerar una vacuna de refuerzo adicional de Zabdeno para las personas que completaron el tratamiento con Zabdeno. Régimen de vacunación de dos dosis de Mvabea hace más de cuatro meses. La eficacia para los seres humanos aún no se conoce ya que la eficacia se ha extrapolado de estudios en animales.

## En desarrollo

### cAd3-EBO Z
En septiembre de 2014, comenzaron dos ensayos clínicos de fase I para la vacuna cAd3-EBO Z, que se basa en una versión atenuada de un adenovirus de chimpancé (cAd3) que ha sido alterado genéticamente para que no pueda replicarse en humanos. El vector cAd3 tiene un inserto de fragmento de ADN que codifica la glicoproteína del virus del Ébola, que se expresa en la superficie del virión y es fundamental para la unión a las células huésped y la catálisis de la fusión de la membrana. Fue desarrollado por NIAID en colaboración con Okairos, ahora una división de GlaxoSmithKline. Para el ensayo designado VRC 20, el NIAID reclutó a 20 voluntarios en Bethesda, Maryland, mientras que la Universidad de Oxford, Reino Unido reclutó tres grupos específicos de dosis de 20 voluntarios cada uno para el ensayo EBL01. Los resultados iniciales se publicaron en noviembre de 2014; los 20 voluntarios desarrollaron anticuerpos contra el ébola y no se plantearon preocupaciones importantes sobre la seguridad. En diciembre de 2014, la Universidad de Oxford amplió el ensayo para incluir una vacuna de refuerzo basada en MVA-BN, una cepa de vaccinia modificada Ankara, desarrollada por Bavarian Nordic, para investigar si puede ayudar a aumentar aún más las respuestas inmunitarias. El ensayo que ha inscrito a un total de 60 voluntarios verá a 30 voluntarios vacunados con la vacuna de refuerzo. En abril de 2015, el ensayo de fase III con una única dosis de cAd3-EBO Z comienza en Sierra Leona después de un exitoso estudio de fase 2 en países de África occidental.

### GamEvac-Combi
Un estudio publicado en Human Vaccines & Immunotherapeutics en marzo de 2017, que analiza los datos de un ensayo clínico de la vacuna GamEvac-Combi en Rusia, concluyó que dicha vacuna es segura y eficaz y recomendó pasar al ensayo de fase III.

### Ebola GP
En la octava conferencia sobre vacunas e ISV en Filadelfia del 27 al 28 de octubre de 2014, Novavax Inc. informó sobre el desarrollo en "unas pocas semanas" de una vacuna de nanopartículas de glucoproteína (GP) contra el virus del Ébola (EBOV GP) utilizando su tecnología patentada recombinante. Una proteína recombinante es una proteína cuyo código es transportado por ADN recombinante. La vacuna se basa en la secuencia genética recientemente publicada de la cepa del Ébola de Guinea (Makona) de 2014 que es responsable de la epidemia de enfermedad del Ébola de 2014 en África Occidental. En estudios con animales, se indujo una respuesta inmunitaria útil y se descubrió que se mejoraba de diez a cien veces con el adyuvante inmunológico "Matrix-M" de la empresa. Se ha iniciado un estudio de la respuesta de primates no humanos a la vacuna. En febrero de 2015, Novavax había completado dos estudios con primates en babuinos y macacos y había iniciado un ensayo clínico de fase I en Australia. Los ARNip encapsulados en nanopartículas lipídicas (LNP) se adaptaron rápidamente para atacar la cepa de EBOV del brote de Makona y son capaces de proteger al 100% de los monos rhesus contra un desafío letal cuando el tratamiento se inició tres días después de la exposición mientras los animales estaban virémicos y clínicamente enfermos. Los resultados del ensayo en humanos de fase I mostraron que la vacuna contra el ébola GP con adyuvante era altamente inmunogénica en todos los niveles de dosis.

### Ad5-EBOV
A finales de 2014 y principios de 2015, se llevó a cabo un ensayo de fase I aleatorio, doble ciego, en la provincia de Jiangsu de China; el ensayo examinó una vacuna que contiene glucoproteínas de la cepa de 2014, en lugar de las de la cepa de 1976. El ensayo encontró señales de eficacia y no planteó problemas de seguridad importante.
En 2017, la Administración de Alimentos y Medicamentos de China (CFDA) anunció la aprobación de una vacuna contra el ébola, desarrollada conjuntamente por el Instituto de Biotecnología de la Academia de Ciencias Médicas Militares y el fabricante privado de vacunas CanSino Biologics. Contiene un vector de adenovirus humano serotipo 5 (Ad5) con el gen de la glicoproteína de ZEBOV Sus hallazgos fueron consistentes con pruebas anteriores sobre rVSV-ZEBOV en África y Europa.

### Vacuna nasal
El 5 de noviembre de 2014, el Houston Chronicle informó que un equipo de investigación de la Universidad de Texas-Austin estaba desarrollando una vacuna contra el ébola en aerosol nasal, en la que el equipo había estado trabajando durante siete años. El equipo informó en 2014 que en los estudios con primates no humanos que realizó, la vacuna tuvo más eficacia cuando se administró mediante un aerosol nasal que mediante una inyección. En noviembre de 2014, parecía poco probable que el equipo siguiera desarrollando debido a la falta de financiación.

### Vaxart
Está desarrollando una tecnología de vacuna en forma de tableta estable a la temperatura que puede ofrecer ventajas tales como un requisito de cadena de frío reducido y una fabricación rápida y escalable. En enero de 2015, Vaxart anunció que había obtenido fondos para desarrollar su vacuna contra el ébola para el ensayo de Fase I.

### Prospect
En septiembre de 2019, un estudio publicado en Cell Reports demostró el papel de la proteína VP35 del virus del Ébola en su evasión inmunológica. Se desarrolló una forma recombinante del virus del Ébola con una proteína VP35 mutante (VP35m) y mostró resultados positivos en la activación de la señalización del receptor de tipo RIG-I. Los primates no humanos se expusieron a diferentes dosis de VP35. Este desafío resultó en la activación del sistema inmunológico innato y la producción de anticuerpos anti-EBOV. A continuación, los primates fueron desafiados por retroceso con el virus del Ébola de tipo salvaje y sobrevivieron. Esto crea potencialmente una perspectiva para un futuro desarrollo de vacunas.